# Rust - Ruggine
Rust - Ruggine (Rust), anche noto come Ruggine, è un film del 2010 scritto e diretto da Corbin Bernsen, con protagonista lo stesso Bernsen.

## Trama
James Moore, un sacerdote che ha abbandonato l'abito dopo una crisi di vocazione, torna al proprio villaggio natale, dove abitano sua sorella e suo padre, e qui apprende che un suo vecchio amico, Travis Wexler, è stato rinchiuso in manicomio dopo aver incendiato un'abitazione, provocando così la morte della famiglia che vi abitava. James va più volte a trovare Travis, che gli conferma di essere il colpevole, tuttavia la storia non lo convince e perciò inizia a indagare sulla vicenda. Nel frattempo nel villaggio un giovane si suicida e James individua un nesso fra i due episodi, capendo che il vero responsabile dell'incendio era quel giovane, che aveva buttato una sigaretta vicino all'abitazione mentre era lì con i suoi amici. Questi amici, interrogati da James, confermano la versione e Travis viene scagionato. James ritrova la sua vocazione e torna a essere un sacerdote.